# Ballard (Utah)
Ballard é uma cidade  localizada no estado norte-americano de Utah, no Condado de Uintah.

## Demografia
Segundo o censo norte-americano de 2000, a sua população era de 566 habitantes.
Em 2006, foi estimada uma população de 633, um aumento de 67 (11.8%).

## Geografia
De acordo com o United States Census Bureau tem uma área de
36,3 km², dos quais 36,3 km² cobertos por terra e 0,0 km² cobertos por água.

## Localidades na vizinhança
O diagrama seguinte representa as localidades num raio de 20 km ao redor de Ballard.